# Ben Hermans
Ben Hermans (Hasselt, 8 juni 1986) is een Belgisch voormalig wielrenner.

## Carrière
Hermans debuteerde in het profpeloton in 2009, bij Topsport Vlaanderen-Mercator. Het jaar daarvoor reed hij zich al in de kijker door onder meer Circuit de Wallonie te winnen. In het daaropvolgende seizoen vertrok hij naar het Amerikaanse Team RadioShack van ploegleider Johan Bruyneel, hij zou tot en met het seizoen 2013 voor het team uitkomen. Hij zou in die jaren uitgroeien tot een begenadigd tijdrijder. Hij werd zowel in 2011 als 2012 Belgisch vice-kampioen op het Belgisch kampioenschap, dit achter respectievelijk Philippe Gilbert en Kristof Vandewalle. In 2010 leerde het grote publiek hem ook kennen door de koninginnenrit van de Ronde van België te winnen. In deze heuvelrit was hij samen met Stijn Devolder ontsnapt, ze werkten goed samen en Hermans mocht de rit winnen want Devolder zou hierdoor de Ronde winnen. Het daaropvolgende seizoen won hij de Trofeo Inca door zijn twee Spaanse metgezellen in de spurt te verslaan. 
In 2014 vertrok Hermans naar BMC Racing Team. Na een degelijk eerste seizoen kende Hermans in 2015 een persoonlijk topseizoen. Hermans, die doorgaans de rol van knecht vervulde, won dat seizoen verschillende koersen, met als hoogtepunt zijn overwinning in de Brabantse Pijl. Daarnaast behaalde hij ereplaatsen in onder meer de Ronde van Oostenrijk en de Ronde van Polen.
Op 31 juli 2017 kwam Hermans zwaar ten val tijdens de derde etappe van de Ronde van Polen. Hermans brak zijn borstbeen, rechterpols, grote linkerteen en drie tanden. Daarnaast liep hij veel kneuzingen en schaafwonden op, onder meer in zijn gezicht.
In 2018 maakte Hermans de overstap naar Israel Cycling Academy met de garantie op een eigen programma en op het kopmanschap in de Ronde van Italië. Namens deze ploeg zegevierde hij in onder andere de Ronde van Utah en de Ronde van de Apennijnen. Voor het seizoen van 2024 maakte hij de overstap naar de Franse wielerploeg Cofidis.
Op 2 januari 2025 kondigde Hermans het einde van zijn carrière aan.

## Palmares

### Overwinningen
2001
Terkoest
2002
Limburgs kampioen wegwielrennen, nieuwelingen
Limburgs kampioen tijdrijden, nieuwelingen
Herderen
Ulbeek
1e etappe Dwars door het land van Herve
Meeswijk
2e etappe Sint-Martinusprijs
SVS wielertrofee Zolder
2003
Beker van België
Tour du Condroz
Limburgs kampioen wegwielrennen, junioren
Trognée
Jemeppe
2004
Belgisch kampioenschap tijdrijden voor junioren
Limburgs kampioen tijdrijden, junioren
2e etappe Ronde van Maquis
Eindklassement Ronde van Maquis
Leuze-en-Hainaut (individuele tijdrit)
2006
Jongerenklassement Ronde van de Isard
Limburgs kampioen wegwielrennen
Thimister
Sint-Pieters-Leeuw
2007
Limburgs kampioen tijdrijden, beloften
2008
Circuit de Wallonie
GP des Marbriers
Limburgs kampioenschap wegwielrennen, beloften
Vivegnis
Puntenklassement Ronde van Namen
2009
Jongerenklassement Wielerweek van Lombardije
2010
5e etappe Ronde van België
2011
Trofeo Inca
2015
Brabantse Pijl
3e etappe Tour of Yorkshire
3e etappe Arctic Race of Norway
2017
1e etappe Ronde van Valencia (ploegentijdrit)
2e en 5e etappe Ronde van Oman
Eindklassement Ronde van Oman
2e etappe Ronde van Catalonië (ploegentijdrit)
2018
3e etappe Ronde van Oostenrijk
Eindklassement Ronde van Oostenrijk
2019
4e etappe Ronde van Oostenrijk
Eindklassement Ronde van Oostenrijk
Bergklassement Adriatica Ionica Race
2e en 3e etappe Ronde van Utah
Eindklassement Ronde van Utah
2021
1e etappe deel B Internationale Wielerweek (ploegentijdrit)
Ronde van de Apennijnen
3e etappe Arctic Race of Norway
 Eindklassement Arctic Race of Norway
4e etappe Ronde van Poitou-Charentes in Nouvelle-Aquitaine

### Resultaten in voornaamste wedstrijden
| Jaar | Ronde van Italië | Ronde van Frankrijk | Ronde van Spanje |
| ---- | ---------------- | ------------------- | ---------------- |
| 2009 |                  |                     |                  |
| 2010 |                  |                     |                  |
| 2011 |                  |                     |                  |
| 2012 | 73e              |                     |                  |
| 2013 |                  |                     | 61e              |
| 2014 | 72e              |                     |                  |
| 2015 |                  |                     |                  |
| 2016 |                  |                     | 14e              |
| 2017 | opgave           |                     |                  |
| 2018 | 45e              |                     |                  |
| 2019 |                  |                     |                  |
| 2020 |                  | 68e                 |                  |
| 2021 |                  |                     |                  |
| 2022 |                  |                     |                  |
| 2023 |                  |                     |                  |
| 2024 |                  |                     |                  |

| Jaar | Amstel Gold Race | Luik-Bast.‑Luik | Ronde van Lombardije | Waalse Pijl | Brabantse Pijl |  | WK op de weg |  | Wereldranglijsten |
| ---- | ---------------- | --------------- | -------------------- | ----------- | -------------- |  | ------------ |  | ----------------- |
| 2009 | 44e              | opgave          |                      | 14e         | 22e            |  |              |  |                   |
| 2010 | opgave           | opgave          |                      | 43e         | opgave         |  |              |  |                   |
| 2011 | 8e               | 22e             | opgave               | 17e         | 12e            |  |              |  | 121e (UWT)        |
| 2012 | 70e              |                 | opgave               | opgave      | 36e            |  |              |  |                   |
| 2013 | 29e              | 82e             | 14e                  | 23e         | 106e           |  |              |  | 84e (UWT)         |
| 2014 | 43e              | 32e             | 39e                  | 45e         |                |  | 56e          |  |                   |
| 2015 | 18e              | opgave          |                      | 23e         | ↑              |  |              |  | 59e (UWT)         |
| 2016 | 34e              | opgave          |                      | 42e         | 25e            |  |              |  | 122e (UWT)        |
| 2017 | 87e              |                 | 14e                  | 47e         | 38e            |  |              |  | 134e (UWT)        |
| 2018 |                  |                 | 36e                  |             |                |  | 23e          |  | 65e (UWR)         |
| 2019 | 24e              |                 |                      | opgave      | 18e            |  |              |  | 104e (UWR)        |
| 2020 |                  |                 | 9e                   | opgave      |                |  |              |  |                   |
| 2021 |                  |                 | opgave               |             |                |  |              |  |                   |
| 2022 |                  |                 |                      |             |                |  |              |  |                   |
| 2023 |                  |                 |                      |             |                |  |              |  |                   |
| 2024 | opgave           |                 | 78e                  | opgave      | 40e            |  |              |  |                   |

### Resultaten in kleinere rondes
| Jaar | Tour Down Under | Parijs-Nice | Tirreno-Adriatico | Ronde van Catalonië | Ronde van het Baskenland | Ronde van Oostenrijk | Critérium du Dauphiné | Ronde van Zwitserland | Ronde van Polen | Eneco Tour | Ronde van Guangxi |
| ---- | --------------- | ----------- | ----------------- | ------------------- | ------------------------ | -------------------- | --------------------- | --------------------- | --------------- | ---------- | ----------------- |
| 2009 |                 |             |                   |                     |                          |                      |                       |                       |                 | opgave     |                   |
| 2010 |                 |             |                   |                     | opgave                   | 9e                   | opgave                |                       | 69e             | 26e        |                   |
| 2011 | 15e             |             | 58e               |                     |                          |                      | 24e                   |                       |                 | 9e         |                   |
| 2012 |                 |             |                   | opgave              |                          |                      |                       |                       |                 | 13e        |                   |
| 2013 | 5e              |             |                   |                     |                          |                      | opgave                |                       | 12e             |            |                   |
| 2014 | 27e             |             | 16e               |                     |                          | opgave               |                       |                       |                 |            |                   |
| 2015 |                 | 60e         |                   | 66e                 |                          | ↑                    |                       | 17e                   | ↑               |            |                   |
| 2016 |                 | 59e         |                   | 86e                 |                          |                      | 22e                   |                       | 15e             |            |                   |
| 2017 |                 |             |                   | opgave              |                          |                      | 33e                   |                       | opgave          |            | 5e                |
| 2018 |                 |             | opgave            | 16e                 |                          | ↑ (1)                |                       |                       |                 |            |                   |
| 2019 |                 |             | 64e               |                     |                          | ↑ (1)                |                       |                       |                 |            |                   |
| 2020 | opgave          |             |                   |                     |                          |                      |                       |                       |                 |            |                   |
| 2021 |                 |             |                   |                     | opgave                   |                      | 19e                   |                       |                 |            |                   |
| 2022 |                 |             |                   |                     |                          |                      |                       |                       |                 |            |                   |
| 2023 |                 |             |                   |                     |                          |                      |                       |                       |                 |            |                   |
| 2024 |                 |             |                   |                     |                          |                      |                       |                       | 14e             |            |                   |

(*) tussen haakjes aantal individuele etappeoverwinningen

## Ploegen
- 1998 –  Sport en Steun Leopoldsburg
- 1999 –  Sport en Steun Leopoldsburg
- 2000 –  Sport en Steun Leopoldsburg
- 2001 –  ZLWC St-Truiden
- 2002 –  ZLWC St-Truiden
- 2003 –  ZLWC St-Truiden
- 2004 –  Avia Team
- 2005 –  Wielergroep Beveren 2000
- 2006 –  Wielergroep Beveren 2000
- 2007 –  Cyclingteam DAVO
- 2008 –  Cyclingteam DAVO
- 2009 –  Topsport Vlaanderen-Mercator
- 2010 –  Team RadioShack
- 2011 –  Team RadioShack
- 2012 –  RadioShack-Nissan-Trek
- 2013 –  RadioShack Leopard
- 2014 –  BMC Racing Team
- 2015 –  BMC Racing Team
- 2016 –  BMC Racing Team
- 2017 –  BMC Racing Team
- 2018 –  Israel Cycling Academy
- 2019 –  Israel Cycling Academy
- 2020 –  Israel Start-Up Nation
- 2021 –  Israel Start-Up Nation
- 2022 –  Israel-Premier Tech
- 2023 –  Israel-Premier Tech
- 2024 –  Cofidis

Bakelants · Coenen · Criel · De Gendt · De Ketele · Goddaert · Hermans · Joseph · Keisse · Lodewyck · Maes · Mertens · Neirynck · Neyens · Nolf · Renders · Steurs · Vandewalle · Van Hecke · Vanheule · Vanmarcke · Vanspeybrouck · Debusschere (stagiair)
Armstrong ·
Beppu ·
Bewley ·
Brajkovič ·
Busche ·
Hermans ·
Horner ·
Impey ·
Irizar ·
Fuyu (tot 30/04) ·
Klöden ·
Leipheimer ·
Lequatre ·
Machado · 
McCartney ·
Moeravjov ·
Paulinho ·
Popovytsj ·
Rast ·
Rosseler ·
Rovny ·
Rubiera ·
Selander ·
Steegmans ·
Vaitkus ·   
Zubeldia ·
Avery (stagiair) ·
Phinney (stagiair) ·
Sergent (stagiair) 
Armstrong (tot 16/02) ·
Beppu ·
Bewley ·
Brajkovič ·
Busche ·
Cardoso ·
Deignan ·
Hermans ·
Horner ·
Hunter ·
Irizar ·
King ·
Klöden ·
Kwiatkowski ·
Leipheimer ·
Lequatre ·
Machado · 
McCartney ·
McEwen ·
Moeravjov ·
Oliveira ·
Paulinho ·
Popovytsj ·
Rast ·
Rosseler ·
Rovny ·
Selander ·
Sergent ·
Zubeldia ·
Bennett (stagiair) ·
Parker (stagiair) ·
Sjaloenov (stagiair) 
Bakelants ·
Bennati ·
Bennett ·
Busche ·
Cancellara   ·
Didier ·
Fuglsang ·
Gallopin ·
Gerdemann ·
Hermans ·
Horner ·
Irizar ·
King ·
Klöden ·
Machado ·
Monfort ·
Nizzolo ·
Oliveira ·
Popovytsj ·
Posthuma ·
Rast ·
Rohregger · 
Roulston ·
A. Schleck ·
F. Schleck ·
Sergent ·
Voigt ·
Wagner ·
Zaugg ·
Zubeldia
Bakelants ·
Bennett ·
Busche ·
Cancellara ·
Devolder ·
Didier ·
Gallopin ·
Hermans ·
Hondo ·
Horner ·
Irizar ·
Jungels ·
King ·
Kišerlovski ·
Klöden ·
Machado ·
Monfort ·
Nizzolo ·
Oliveira ·
Popovytsj ·
Rast ·
Rohregger · 
Roulston ·
A. Schleck ·
F. Schleck ·
Sergent ·
Voigt ·
Zubeldia
Atapuma · Bookwalter · Burghardt · Cummings · Dennis · Dillier · Eijssen · Evans · Gilbert · Hermans · Hushovd · Kohler · Lander · Lodewyck · Moinard · Morabito · Nerz · Oss · Phinney · Quinziato · Sánchez · Schär · Stetina · Van Avermaet · Van Garderen · Velits · Warbasse · Wyss · Zabel · Davison (stagiair) · Teuns (stagiair) · Vliegen (stagiair) 
Atapuma · Bookwalter · Burghardt · Caruso · De Marchi · Dennis · Dillier · Drucker · Evans · Flakemore · Gilbert · Hermans · Küng · Lodewyck · Moinard · Oss · Phinney · Quinziato · Rosskopf · Sánchez · Schär · Senni · Stetina · Teuns · Van Avermaet · Van Garderen · Velits · Vliegen · Wyss · Zabel · Bohli (stagiair) · Frankiny (stagiair) · Gerts (stagiair)
Atapuma · Bohli · Bookwalter · Burghardt · Caruso · De Marchi · Dennis · Dillier · Drucker · Gerts · Gilbert · Hermans · Küng · Moinard · Oss · Phinney · Porte · Quinziato · Rosskopf · Sánchez · Schär · Senni · Teuns · Van Avermaet  · Van Garderen · Velits · Vliegen · Wyss · Zabel · Eisenhart (stagiair) · Lienhard (stagiair)
Bohli · Bookwalter · Caruso · De Marchi · Dennis · Dillier · Drucker · Elmiger · Frankiny · Gerts · Hermans · Küng · Moinard · Oss · Porte · Quinziato · Roche · Rosskopf · Sánchez · Schär · Scotson · Senni · Teuns · Van Avermaet  · van Garderen · Van Hooydonck · Ventoso · Vliegen · Wyss · Müller (stagiair) · Welten (stagiair)
Ávila · Boivin · Dempster · Díaz · Earle · Enger · Gebremedhin · O. Goldstein · R. Goldstein · Hermans · Jensen · Lemus · Neilands · Niv · Perry · Plaza · Räim · Sagiv · Sbaragli · Schreurs · Turek · Williams · van Winden · Yechezkel
Ávila · Badilatti · Barbier · Boivin · Brändle · Crisey · Cataford · Cimolai · Dempster · Dunne · Earle · Einhorn (vanaf 1-6) · Enger · Gebremedhin · O. Goldstein · R. Goldstein · Hermans · Jensen · Minali · Neilands · Niv · Perry · Plaza · Räim · Sagiv · Sbaragli · Schreurs · Turek · van Asbroeck · van Winden · Ben Mosche (stagiair) · Ovett (stagiair) · Renard (stagiair)
Badilatti · Barbier · Biermans · Boivin · Brändle · Cataford · Cimolai · Dowsett · Einhorn · Goldstein · Greipel · Hermans · Hofstetter · Hollenstein · Martin · McCabe · Navarro · Neilands · Niv · Piccoli · Politt · Räim · Renard · Sagiv · Schelling · Sutherland · Vahtra · Van Asbroeck · Würtz Schmidt · Zabel
Barbier · Berwick · Bevin · Biermans · Boivin · Brändle · Cataford · Cimolai · De Marchi · Dowsett · Einhorn · Froome · Goldstein · Greipel · Hagen · Hermans · Hofstetter · Hollenstein · Impey · Jones vanaf 1 juli · Martin · Neilands · Niv · Piccoli · Renard · Sagiv · Vahtra · Van Asbroeck · Vanmarcke · Woods · Würtz Schmidt · Zabel
Barbier · Berwick · Bevin · Biermans · Boivin · Brändle · Cataford · Clarke · De Marchi · Dowsett · Einhorn · Froome · Fuglsang · Goldstein · Hagen · Hermans · Hollenstein · Houle · Impey · Jones · Neilands · Niv · Nizzolo · Piccoli · Sagiv (tot 3/8) · Strong · Teuns (vanaf 5/8) · Van Asbroeck · Vanmarcke · Woods · Würtz Schmidt · Zabel · Riccitello (stagiair)
Berwick · Boivin · Clarke · Einhorn · Frigo · Froome · Fuglsang · Gee · Goldstein · Hermans · Hollenstein · Hollyman · Houle · Impey · Jones · Neilands · Nizzolo · Pozzovivo (vanaf 6/3) · Reynders · Riccitello · Sagiv · Schultz · Strong · Teuns · Van Asbroeck · Vanmarcke (tot 7/7) · Williams · Woods · Würtz Schmidt · Zabel · Gilmore (stagiair) · Sheehan (stagiair)
Allegaert · Aniołkowski · Champion · Coquard · De Gendt · Debeaumarché · Elissonde · Fernández · Finé · Fretin · Geschke · Gougeard · Hermans · Herrada · G. Izagirre · J. Izagirre · Knight · Lastra · Mahoudo · Mariault · Martin · Noppe · Oldani · Perez · Renard · Robeet · Thomas · Toumire · Wood · Zingle · Coppens (stagiair) · Gruszczynski (stagiair) · Larmet (stagiair)